# Orgullo Vallekano
Orgullo Vallekano LGTBI+ es una asociación vecinal, trans feminista y antirracista que trabaja por la visibilidad y los derechos del colectivo LGTBIAQ+ en los distritos madrileños de Puente y Villa de Vallecas, en la ciudad de Madrid, España. Surgida en 2016 como parte del movimiento Orgullo del Sur, se constituyó oficialmente como colectivo en 2017 con el objetivo de promover un orgullo disidente, periférico y no mercantilizado, centrado en las realidades específicas de los barrios populares.
Entre sus principales reivindicaciones se encuentra la visibilidad del colectivo LGTBIAQ+ en los entornos no céntricos, a través de la cultura, el arte comunitario, el deporte, la educación popular y la lucha social. La asociación organiza cada mes de junio el Orgullo Vallekano, un conjunto de actividades culturales, políticas y festivas que culmina con una manifestación en la avenida de la Albufera, y que ha llegado a consolidarse como uno de los orgullos periféricos más relevantes de la ciudad de Madrid.
Además de su actividad durante el Orgullo, Orgullo Vallekano mantiene durante todo el año una programación de actividades como talleres, charlas, campañas de sensibilización, eventos deportivos y artísticos, cabalgatas inclusivas o espacios de cuidado colectivo. También colabora con otros colectivos sociales y vecinales del distrito, como asociaciones de mujeres, movimientos antirracistas o espacios autogestionados.
Desde 2017, forma parte de la Plataforma Orgullo Crítico Madrid, participando activamente en la organización de sus manifestaciones y espacios de coordinación con otros colectivos críticos del centro y de otros barrios.

## Historia
Como movimiento, Orgullo Vallekano surgió en 2016 como Orgullo del Sur, en los distritos madrileños de Arganzuela, Villaverde y Usera con una marcha que se unía a la del centro de la ciudad. Orgullo Vallekano se unió a este movimiento del sur desde el distrito de Puente de Vallecas. Orgullo del Sur cuenta con el apoyo de la Federación Regional de Asociaciones Vecinales de Madrid.
La Asociación Orgullo Vallekano LGTBI+ está inscrita en el censo de colectivos ciudadanos del Ayuntamiento de Madrid.
El primer Orgullo Vallekano se organizó en 2017 con una manifestación que recorría la avenida de la Albufera en el madrileño barrio de Puente de Vallecas. Durante todo el mes de junio se realizaron actividades como el «Recital de poesía Gloria Fuertes» celebrado el 12 de junio en el Ateneo Republicano de Vallekas.
En enero de 2018 se realizó una cabalgata de Reyes Magos donde Orgullo Vallekano presentó una carroza con la artista Roma Calderón, la cantante de hip hop Dnoé Lamiss y la drag queen La Prohibida. Tras el anuncio de la participación de la carroza por la diversidad, la asociación recibió amenazas por lo que se tuvo que reforzar la seguridad del evento.
En 2019, la manifestación llevó por lema «Vallekas en lucha. Vallekas diversa», reivindicando la lucha histórica del barrio y su diversidad sexual y de género. El evento se consolidó como uno de los orgullos periféricos más relevantes de Madrid, con actividades culturales y políticas durante todo el mes de junio.
En 2020, en pleno contexto de pandemia, el lema fue «La normalidad NO existe», reflexionando sobre la exclusión estructural que sufren las personas LGTBIQ+ incluso en contextos de crisis. Se organizaron actividades con medidas de seguridad y se apostó por formatos digitales y descentralizados.
En 2021, bajo el lema «Libertad para Ser. #HabráLeyTrans Contra la exclusión», se centraron las reivindicaciones en la aprobación de la Ley Trans estatal y el reconocimiento de las identidades no normativas, con una fuerte participación vecinal y activista.
En 2022, el lema fue «Clava tus garras, defiende Vallekas», en respuesta a los discursos de odio y la creciente criminalización de los cuerpos disidentes. El Orgullo combinó fiesta, arte y denuncia social, reforzando la dimensión de barrio y autodefensa.
En 2023, con el lema «Por los cuidados y la salud mental rompamos la estructura patriarcal», el Orgullo Vallekano puso el foco en la salud mental, los cuidados comunitarios y la crítica al sistema biomédico que patologiza las identidades diversas.
En 2024, el lema fue «Ternura Radikal», con una propuesta de reapropiación de la ternura como forma de militancia anticapitalista y transfeminista. Se reivindicó la emocionalidad como fuerza política y la ternura como forma de resistencia.
En 2025, bajo el lema «Frente a las trabas de la administración, orgullo de Barrio y Autogestión», el Orgullo Vallekano denunció los intentos del Ayuntamiento de Madrid de bloquear el festival TETAFEST, retirando apoyos institucionales a días de su celebración. A pesar de ello, gracias a la red vecinal, el Orgullo salió adelante y se convirtió en un símbolo de lucha frente a los recortes de derechos impulsados por la extrema derecha. 

### Manifestaciones anuales
Orgullo Vallekano organiza una manifestación anual en torno a las fechas del día Internacional del Orgullo LGBT.
| año  | Lema de la manifestación                                                                  |
| ---- | ----------------------------------------------------------------------------------------- |
| 2017 | "Orgullo de los barrios. Vallekas por la diversidad. Nuestros derechos no son un negocio" |
| 2018 | "Vallekas NO olvida. Memoria LGTBIQ+"                                                     |
| 2019 | "Vallekas en lucha. Vallekas Diversa"                                                     |
| 2020 | "La Normalidad NO existe"                                                                 |
| 2021 | "Libertad para Ser. #HabráLeyTrans Contra la exclusión"                                   |
| 2022 | "Clava tus garras, defiende Vallekas"                                                     |
| 2023 | "Por los cuidados y la salud mental rompamos la estructura patriarcal"                    |
| 2024 | "Ternura Radikal"                                                                         |
| 2025 | "Frente a las trabas de la administración, orgullo de Barrio y Autogestión"               |

### Festival LGTBIAQ+ TetaFest
La asociación Orgullo Vallekano organiza desde el año 2017 el TetaFest, un festival autogestionado por la visibilidad del colectivo LGTBIAQ+ en el distrito de Puente de Vallecas.
| año  | artistas |
| ---- | --- |
| 2017 | Algora, La Prohibida, Puppy Poison, Las Bajas Pasiones, Mónica Moss, Carolina Sobe, Alan Neil, J. Agudo & Ángel V., Giorgio Hernani y Las Lunáticas y Roma Calderón                                                                                              |
| 2018 | Alan Neil, Angel Valero, Bukleikas, Carolina Sobé, DJ PHET, Dnoe Lamiss, Giorgio Hernani, Javi Agudo, Juan Anillo, La Beti, Madame Gostossa, Monica Moss, Pobre Diablo, Drag Reina, Robkrest, Roma Calderón, Suevicha, The Kinky Team, Vurdalaks Ds, Vampirella. |
| 2019 | Bob Pop, Vurlalak DJ, Mr Fox Mad, Anomis, Kinky Team, Las Sobe, Leblond y Txaranga Punk |
| 2020 | cancelado por la pandemia del COVID-19 |
| 2021 | cancelado por la pandemia del COVID-19 |
| 2022 | Sobria y Serena, Gadyola, Genderlexx, Campamento Chippewa, D´noe, Maite Zarzamoras, Alicia Vatra, Chile Güero Drag King, Jeyson Sherlock, Dj Ursa, Punki Corriente, Clara te canta, Juan Anillo, Nativa Reina Mexicana, Sushiman, Shakuira, Marakanai Batukada.  |
| 2023 | Irantzu Varela, Chile Guero Drag, CPU, Les Roses Drag, O Rabelo, Okr, Shakuira, ShexX. DJ, Ursidae y Vicious Gata. |
| 2024 | Teté Delgado, Paco Clavel, Viruta, Anouar Merabet, Drag Tiffany Lumberjack, Dj Pole, Efe Ce Ele, La Niña Mai, Lady Alkalina, Leña Dora, Politiko, Raquel X, Taktel, Ter.                                                                                         |
| 2025 | Itxi Guerra, Sobre mi gata, Laura Honrubia, Genderlexx, García Picasso, Polemik, Bi-J, mAmu, Miss celanea ,Marco Yote, Jota Carajota, Clara te Canta. |

## Reconocimientos
En 2017, el Orgullo Vallekano fue incluido en la iniciativa "Madrid, presente y futuro", organizada por la revista Time Out Madrid. Esta iniciativa reconocía a personas, colectivos e instituciones que contribuyen a construir una ciudad mejor desde una perspectiva social, cultural y comunitaria.«Madrid, presente y futuro: 30 personas, colectivos y proyectos que hacen de Madrid un lugar mejor». Time Out Madrid. 15 de noviembre de 2017.
El colectivo fue seleccionado junto a otros agentes sociales y culturales por su labor en la defensa de los derechos LGTBIQ+, la reivindicación del orgullo popular y la organización de eventos comunitarios en Vallecas. Esta distinción subrayó el papel del Orgullo Vallekano como un referente del activismo vecinal y de base en la ciudad de Madrid.
En 2018, la plataforma Orgullo Vallekano fue elegida por el Ayuntamiento de Madrid como pregonera del Carnaval de Madrid, un reconocimiento a su compromiso con la diversidad, la inclusión y la visibilidad del colectivo LGTBIQ+ en los barrios. En su pregón, Orgullo Vallekano apeló a "un Madrid diverso y de colores como el corazón de sus habitantes".
Fuente: madrid.es - Orgullo Vallekano apela a un Madrid diverso

### Comunicados y manifiestos
En junio de 2025, el colectivo publicó su manifiesto anual con motivo del Orgullo Vallekano, bajo el lema "Por una vida digna y libre: Orgullo de Clase y Disidencia Sexual". El texto denunciaba la mercantilización del Orgullo y defendía la necesidad de recuperar sus raíces combativas y populares. Asimismo, ponía el foco en la lucha contra el racismo, el capacitismo, la transfobia institucional y la precariedad laboral, especialmente en los barrios obreros. El colectivo apelaba a una organización popular autónoma frente a las instituciones y al sistema capitalista, exigiendo una vida libre de violencias para todas las personas disidentes del sistema sexo-género.
https://www.orgullovallekano.org/manifestacion-2025-orgullo-vallekano-lgtbiaq/
En febrero de 2025, publicaron también el artículo titulado "Se te ha caído la Q", donde se abordaba la despolitización del discurso LGTB institucional. El texto cuestionaba la pérdida del carácter crítico y transformador del activismo queer, reclamando una reapropiación del término desde los márgenes y la disidencia. Orgullo Vallekano reivindicaba el uso de la Q como símbolo de lucha, identidad política y rechazo al modelo normativo y asimilacionista.
https://www.orgullovallekano.org/se-te-ha-caido-la-q-2/